# Copa de Sudáfrica
La Copa de Sudáfrica (Nedbank Cup, por motivos de patrocinio) es un torneo de clubes de fútbol de Sudáfrica. Se inició en 1971, y es el segundo torneo en importancia del país detrás de la Premier Soccer League. El torneo ha tenido cambios de patrocinador a lo largo de los años.

## Formato
El torneo es similar a otros torneos de copa, como la Copa del Rey o la FA Cup, etc. Son 32 clubes los que toman parte en el certamen (los 16 de la liga Premier, los 8 de la segunda división y los otros 8 de las series amateur). El proceso tiene eliminación directa, y los que arrancan primero son los de las series menores, para dar paso a los de la segunda categoría, y posteriormente, la serie Premier. De haber igualdad en un partido, hay prórroga de 30 minutos; y en caso de seguir empatados, hay lanzamientos penales.
El equipo campeón obtiene la clasificación a la Copa Confederación de la CAF.

## Patrocinios
Por razones de patrocinio la Copa Sudafricana de Fútbol ha adoptado los siguientes nombres:
- 1971 - 1975, Life Challenge Cup
- 1976 - 1977, Benson and Hedges Trophy
- 1978 - 1987, Mainstay Cup
- 1988 - 2001, Bob Save Superbowl
- 2003 - 2007, ABSA Cup
- 2008 - 2014, Nedbank Cup

## Finales
| Temporada | Campeón                      | Resultado        | Finalista             | Sede de la final                           |
| --------- | ---------------------------- | ---------------- | --------------------- | ------------------------------------------ |
| 1971      | Kaizer Chiefs                | 2 - 2            | Orlando Pirates       |                                            |
| 1972      | Kaizer Chiefs                | 4 - 1            | Zulu Royals           |                                            |
| 1973      | Orlando Pirates              | 5 - 2            | Zulu Royals           |                                            |
| 1974      | Orlando Pirates              | 1 - 0            | AmaZulu               |                                            |
| 1975      | Orlando Pirates              | 2 - 1            | Kaizer Chiefs         |                                            |
| 1976      | Kaizer Chiefs                | 1 - 0            | Orlando Pirates       |                                            |
| 1977      | Kaizer Chiefs                | 1 - 0            | Orlando Pirates       |                                            |
| 1978      | Wits University              | 3 - 2            | Kaizer Chiefs         |                                            |
| 1979      | Kaizer Chiefs                | 3 - 3            | Highlands Park        |                                            |
| 1980      | Orlando Pirates              | 3 - 2            | Moroka Swallows       |                                            |
| 1981      | Kaizer Chiefs                | 1 - 1            | Orlando Pirates       |                                            |
| 1982      | Kaizer Chiefs                | 2 - 1            | African Wanderers     |                                            |
| 1983      | Moroka Swallows              | 1 - 0            | Witbank Black Aces    |                                            |
| 1984      | Kaizer Chiefs                | 1 - 0            | Orlando Pirates       |                                            |
| 1985      | Bloemfontein Celtic          | 2 - 1            | African Wanderers     |                                            |
| 1986      | Mamelodi Sundowns            | 1 - 0            | Jomo Cosmos           |                                            |
| 1987      | Kaizer Chiefs                | 1 - 0            | AmaZulu               |                                            |
| 1988      | Orlando Pirates              | 2 - 1            | Kaizer Chiefs         |                                            |
| 1989      | Moroka Swallows              | 1 - 1            | Mamelodi Sundowns     |                                            |
| 1990      | Jomo Cosmos                  | 1 - 0            | AmaZulu               |                                            |
| 1991      | Moroka Swallows              | 2 - 1            | Jomo Cosmos           |                                            |
| 1992      | Kaizer Chiefs                | 2 - 1            | Jomo Cosmos           |                                            |
| 1993      | Witbank Black Aces           | 1 - 0            | Kaizer Chiefs         |                                            |
| 1994      | Vaal Professionals           | 1 - 0            | Qwa Qwa Stars         |                                            |
| 1995      | Cape Town Spurs              | 3 - 0            | Pretoria City FC      |                                            |
| 1996      | Orlando Pirates              | 1 - 0            | Jomo Cosmos           |                                            |
| 1997      | No disputada                 | No disputada     | No disputada          | No disputada                               |
| 1998      | Mamelodi Sundowns            | 1 - 1            | Orlando Pirates       |                                            |
| 1999      | Supersport United            | 2 - 1            | Kaizer Chiefs         |                                            |
| 2000      | Kaizer Chiefs                | 1 - 0            | Mamelodi Sundowns     | Estadio FNB, Johannesburgo                 |
| 2001      | Santos Cape Town             | 1 - 0            | Mamelodi Sundowns     |                                            |
| 2002      | No disputada                 | No disputada     | No disputada          | No disputada                               |
| 2003      | Santos Cape Town             | 2 - 0            | Ajax Cape Town        | Estadio Athlonr, Ciudad del Cabo           |
| 2004      | Moroka Swallows              | 3 - 1            | Manning Rangers       | Estadio Free State, Bloemfontein           |
| 2005      | Supersport United            | 1 - 0            | Wits University       | Estadio Royal Bafokeng, Rustenburg         |
| 2006      | Kaizer Chiefs                | 0 - 0 (5-3 pen.) | Orlando Pirates       | Estadio Kings Park, Durban                 |
| 2007      | Ajax Cape Town               | 2 - 0            | Mamelodi Sundowns     | Estadio Kings Park, Durban                 |
| 2008      | Mamelodi Sundowns            | 1 - 0            | Mpumalanga Black Aces | Estadio Johannesburgo, Johannesburgo       |
| 2008–09   | Moroka Swallows              | 1 - 0            | Pretoria University   | Estadio Rand, Johannesburgo                |
| 2009–10   | Bidvest Wits                 | 3 - 0            | AmaZulu               | Estadio Soccer City, Johannesburgo         |
| 2010–11   | Orlando Pirates              | 3 - 1            | Black Leopards        | Estadio Mbombela, Nelspruit                |
| 2011–12   | Supersport United            | 2 - 0            | Mamelodi Sundowns     | Estadio Orlando, Soweto                    |
| 2012–13   | Kaizer Chiefs                | 1 - 0            | Supersport United     | Estadio Moses Mabhida, Durban              |
| 2013–14   | Orlando Pirates              | 3 - 1            | Wits University       | Estadio Moses Mabhida, Durban              |
| 2014–15   | Mamelodi Sundowns            | 0 - 0 (4-3 pen.) | Ajax Cape Town        | Estadio Nelson Mandela Bay, Port Elizabeth |
| 2015–16   | Supersport United            | 3 - 2            | Orlando Pirates       | Estadio Peter Mokaba, Polokwane            |
| 2016–17   | Supersport United            | 4 - 1            | Orlando Pirates       | Estadio Moses Mabhida, Durban              |
| 2017–18   | Free State Stars             | 1 - 0            | Maritzburg United     | Estadio Ciudad del Cabo, Ciudad del Cabo   |
| 2018–19   | TS Galaxy FC                 | 1 - 0            | Kaizer Chiefs         | Estadio Moses Mabhida, Durban              |
| 2019–20   | Mamelodi Sundowns            | 1 - 0            | Bloemfontein Celtic   | Estadio Orlando, Soweto                    |
| 2020–21   | Tshakhuma Tsha Madzivhandila | 1 - 0            | Chippa United         | Estadio Free State, Bloemfontein           |
| 2021–22   | Mamelodi Sundowns            | 2 - 1            | Marumo Gallants       | Estadio Royal Bafokeng, Rustenburg         |
| 2022–23   | Orlando Pirates              | 2 - 1            | Sekhukhune United     | Estadio Loftus Versfeld, Pretoria          |
| 2023–24   | Orlando Pirates              | 2 - 1            | Mamelodi Sundowns     | Estadio Mbombela, Mbombela                 |
| 2024–25   | Kaizer Chiefs                | 2 - 1            | Orlando Pirates       | Estadio Moses Mabhida, Durban              |

## Títulos por club
| Club                             | Campeón | Años campeón                                                                       | Subtítulos | Años Subcampeón                                            |
| -------------------------------- | ------- | ---------------------------------------------------------------------------------- | ---------- | ---------------------------------------------------------- |
| Kaizer Chiefs                    | 14      | 1971, 1972, 1976, 1977, 1979, 1981, 1982, 1984, 1987, 1992, 2000, 2006, 2013, 2025 | 6          | 1975, 1978, 1988, 1993, 1999, 2019                         |
| Orlando Pirates                  | 10      | 1973, 1974, 1975, 1980, 1988, 1996, 2011, 2014, 2023, 2024                         | 10         | 1971, 1976, 1977, 1981, 1984, 1998, 2006, 2016, 2017, 2025 |
| Mamelodi Sundowns                | 6       | 1986, 1998, 2008, 2015, 2020, 2022                                                 | 6          | 1989, 2000, 2001, 2007, 2012, 2024                         |
| Moroka Swallows                  | 5       | 1983, 1989, 1991, 2004, 2009                                                       | 1          | 1980                                                       |
| Supersport United                | 5       | 1999, 2005, 2012, 2016, 2017                                                       | 1          | 2013                                                       |
| Bidvest Wits (Wits University)   | 2       | 1978, 2010                                                                         | 2          | 2005, 2014                                                 |
| Santos Cape Town                 | 2       | 2001, 2003                                                                         | –          |                                                            |
| Jomo Cosmos                      | 1       | 1990                                                                               | 4          | 1986, 1991, 1992, 1996                                     |
| Mpumalanga Black Aces †          | 1       | 1993                                                                               | 2          | 1983, 2008                                                 |
| Ajax Cape Town                   | 1       | 2007                                                                               | 2          | 2003, 2015                                                 |
| Free State Stars (Qwa Qwa Stars) | 1       | 2018                                                                               | 1          | 1994                                                       |
| Bloemfontein Celtic              | 1       | 1985                                                                               | –          | -----                                                      |
| Vaal Professionals               | 1       | 1994                                                                               | –          | -----                                                      |
| Cape Town Spurs                  | 1       | 1995                                                                               | –          | -----                                                      |
| Tshakhuma Tsha Madzivhandila     | 1       | 2021                                                                               | –          | -----                                                      |
| AmaZulu FC (Zulu Royals)         | –       | -----                                                                              | 6          | 1972, 1973, 1974, 1987, 1990, 2010                         |
| African Wanderers                | –       | -----                                                                              | 2          | 1982, 1985                                                 |
| Highlands Park                   | –       | -----                                                                              | 1          | 1979                                                       |
| Pretoria City FC †               | –       | -----                                                                              | 1          | 1995                                                       |
| Manning Rangers †                | –       | -----                                                                              | 1          | 2004                                                       |
| Pretoria University              | –       | -----                                                                              | 1          | 2009                                                       |
| Black Leopards                   | –       | -----                                                                              | 1          | 2011                                                       |
| Maritzburg United                | –       | -----                                                                              | 1          | 2018                                                       |
| TS Galaxy FC                     | –       | -----                                                                              | 1          | 2019                                                       |
| Chippa United FC                 | –       | -----                                                                              | 1          | 2021                                                       |
| Marumo Gallants FC               | –       | -----                                                                              | 1          | 2022                                                       |
| Sekhukhune United FC             | –       | -----                                                                              | 1          | 2023                                                       |

- † Equipo desaparecido.